# Il viaggio di Felicia
Il viaggio di Felicia (Felicia's Journey) è un film del 1999 diretto da Atom Egoyan, tratto dall'omonimo romanzo di William Trevor.
È stato presentato in concorso al 52º Festival di Cannes.

## Trama
Felicia, una ragazza irlandese, viaggia a Birmingham, in Inghilterra, sperando di trovare il fidanzato Johnny che l'ha messa incinta, ma che poi è fuggito dall'Irlanda senza lasciare un indirizzo. Dopo aver preso un traghetto per l'Inghilterra e iniziato una ricerca senza speranza per trovare la fabbrica di tosaerba di Birmingham, dove lei crede che Johnny lavori, Felicia incontra un uomo più anziano, Joseph Hilditch, proprietario di imprese di ristorazione che è anche il figlio di Gala, un'eccentrica chef TV che godeva di fama negli ultimi decenni. Hilditch guarda regolarmente i vecchi programmi di sua madre, mentre cucina per sé stesso, e raccoglie materiale a suo proposito. Hilditch si offre di aiutarla, ma le sue motivazioni per farlo sono inizialmente poco chiare, ed è successivamente scoperto attraverso sequenze di flashback che mostrano come diventava amico delle ragazze, per poi ucciderle. Egli consiglia a Felicia un bed and breakfast e si offre di accompagnarla a una fabbrica che potrebbe essere quello che lei sta cercando, che è sulla strada per l'ospedale in cui il celibe Hilditch sostiene di stare per visitare la moglie. Felicia non riesce a trovare Johnny in fabbrica, ma mentre lei è fuori dalla macchina, Hilditch fruga nella sua borsa e le ruba i soldi. Successivamente Felicia si imbatte in una witnessee giamaicana cristiana che offre a Felicia una notte gratis in una casa chiesa. Durante il soggiorno presso l'ostello, Felicia scopre che i suoi soldi sono spariti, e venendo accusata per aver riferito alla witnessee della sparizione del denaro, fugge dall'ostello per la casa di Hilditch.
Hilditch nel frattempo ha scoperto dove si trova Johnny: è in caserma dove è ancora in servizio con l'esercito, ma decide di non rivelare il fatto a Felicia. Le dice però che sua moglie è morta, e che, come suo ultimo atto, ha suggerito a Felicia di abortire il suo bambino non ancora nato. Dopo l'aborto, pagato da Hilditch, lui la riporta a casa sua e le dà una dose eccessiva di sonniferi: mentre Felicia si sta addormentando, le parla delle "altre", ovvero le ragazze che viaggiavano da sole e lui aveva raccolto in auto, "mettendole a riposare" dopo che si erano addormentate. Mentre è fuori che scava nel suo giardino una buca apparentemente destinata a un corpo, la parrocchiana giamaicana cristiana entra nel suo cortile e comincia a predicare la parola di Gesù. Hilditch sente il senso di colpa e confessa di aver derubato e truffato Felicia; la donna, sconvolta dalla rivelazione, fugge in fretta dalla tenuta. Al piano superiore della casa, Felicia si risveglia dal sonno e scende le scale. Hilditch scopre il suo tentativo di fuga, ma le permette di scegliere se restare o partire. Felicia lo guarda, apre la porta e la richiude dietro di sé. Hilditch si sistema vestiti e capelli, si avvicina alla cucina e si impicca con un appendiabiti. Felicia, finalmente libera, pianta bulbi in un parco pubblico. Non sa dove sia Johnny, né se abbia mai ricevuto le sue lettere; non dimenticherà però mai i nomi delle ragazze sfortunate che avevano incontrato Hilditch senza sopravvivergli.

## Produzione

### Riprese
Alcune scene sono state girate presso la stazione di Roma Ostiense. Il regista in seguito a una gita a Roma ne è rimasto impressionato.